# Baruipur
Baruipur è una suddivisione dell'India, classificata come municipality, di 44.964 abitanti, situata nel distretto dei 24 Pargana Sud, nello stato federato del Bengala Occidentale. In base al numero di abitanti la città rientra nella classe III (da 20.000 a 49.999 persone).

## Geografia fisica
La città è situata a 22° 21' 56 N e 88° 25' 57 E e ha un'altitudine di 9 m s.l.m..

## Società

### Evoluzione demografica
Al censimento del 2001 la popolazione di Baruipur assommava a 44.964 persone, delle quali 22.980 maschi e 21.984 femmine. I bambini di età inferiore o uguale ai sei anni assommavano a 3.565, dei quali 1.779 maschi e 1.786 femmine. Infine, coloro che erano in grado di saper almeno leggere e scrivere erano 37.924, dei quali 19.857 maschi e 18.067 femmine.